# Glampunk
Glampunk of glitterpunk is een muziekgenre met elementen van de glamrock, protopunk en punkrock (en soms garagerock).
De meest invloedrijke glampunkgroep is de New York Dolls, die met hun androgyne imago en rauwe rock-'n-rollstijl een blauwdruk voor het genre afleverden. Andere belangrijke glampunk-artiesten zijn  Jayne County, Iggy Pop, Placebo, Squad Five-O, Eric Emerson and the Magic Tramps, Dorian Zero, The Dogs D'Amour, Manic Street Preachers, Toilet Boys, Hanoi Rocks en D Generation.

## Geschiedenis
Na de opkomst van de punk in Londen tijdens de jaren 70, werden de New York Dolls tot glam-punk bestempeld. Ook de protopunkband The Stooges werd als glampunk-band beschouwd, dankzij het androgyne uiterlijk van zanger Iggy Pop en het feit dat David Bowie deels het solomateriaal van Iggy Pop verzorgde.
Alice Cooper, een van de eerste glamrockartiesten, beïnvloedde bands zoals Hanoi Rocks en de Sex Pistols. De meeste originele Amerikaanse newwavebands, zeker de bands uit New York, waren in bepaalde mate beïnvloed door de glampunk. In 1980 kwam er een erg tijdelijke heropleving van de glampunk, met het Finse Hanoi Rocks. Tijdens optredens in Londen beïnvloedden zij groepen als Dogs D'Amour.
In de jaren 90 kwam er nogmaals een revival, ditmaal internationaal, met groepen als D Generation, Manic Street Preachers en Backyard Babies.